# Los Bicivoladores
Los Bicivoladores (inglés: BMX Bandits) es una película australiana de 1983 dirigida por Brian Trenchard-Smith y protagonizada por Nicole Kidman.

## Sinopsis
Después de un exitoso asalto a un banco de Sídney, el Jefe de la banda de ladrones (Bryan Marshall) planea el gran robo de un furgón blindado. Dos torpes miembros de la banda, Whitey (David Argue) y Moustache  (John Ley), se encargarán de conseguir los walkie talkies con los que escucharán la frecuencia de la policía, pero tres expertos de la bicicleta BMX, PJ (Angelo D'Angelo), Goose (James Lugton) y Judy (Nicole Kidman), se cruzarán en su camino y arruinarán sus planes.

## Reparto
- Nicole Kidman (Judy)
- Angelo D'Angelo (PJ)
- James Lugton (Goose)
- Bryan Marshall (El Jefe)
- David Argue (Whitey)
- John Ley (Moustache)

## Producción
El director Brian Trenchard-Smith fue contratado para dirigir la película después de que los productores quedarán impresionados por su manejo de la acción en su anterior película Escape 2000 (Turkey Shoot) de 1982.
El guion original de la película se situaba en Melbourne, pero el director convenció a los productores para rodar en los espectaculares paisajes de Sídney. Filmó en las playas del norte y escribió secuencias de acción con un concepto: “Colocar las bicicletas BMX donde habitualmente no vemos las bicicletas BMX”. La película se rodó en 41 días, un tiempo más largo de lo habitual, a causa de las restricciones laborales causadas por el hecho de que muchos de los actores eran menores de 16 años.
Nicole Kidman sufrió un esguince en el tobillo durante el rodaje. No se pudo encontrar a una doble semejante a ella y las acrobacias en bicicleta de su personaje Judy las realizó un chico de 18 años con peluca.

## Palmarés cinematográfico
Premios AACTA - Premios de la Academia Australiana de Cine y Televisión
| Categoría            | Persona                                                               | Resultado |
| -------------------- | --------------------------------------------------------------------- | --------- |
| Mejor actor          | David Argue                                                           | Nominado  |
| Mejor guion original | Patrick Edgeworth                                                     | Nominado  |
| Mejor montaje        | Alan Lake                                                             | Nominado  |
| Mejor sonido         | Andrew Steuart, John Patterson, Robyn Judge, Phil Judd, Gethin Creagh | Nominado  |